# Léonce Dubosc de Pesquidoux
Léonce Dubosc de Pesquidoux (Houga, 27 de diciembre de 1829-Houga, 29 de enero de 1900), fue un escritor francés, autor de obras de arte, historia, religión y política. Ha colaborado con varias revistas (Revue du monde catholique y Le contemporain en particular).

## Biografía
Nacido en el castillo de Pesquidoux, que entonces dependía de Houga y desde entonces está unido a Perchède, fue hijo de Jean-Baptiste Dubosc de Pesquidoux, que había estudiado derecho en París, terrateniente y monárquico. Léonce estudió en Aire, estudió derecho en Toulouse, ejerció durante algún tiempo como abogado en Mont-de-Marsan y luego, después de haber hecho absolver por su elocuencia a un parricida, dejó la abogacía y se instaló en París.
A partir de 1855, se dedicó a escribir artículos de filosofía, literatura y crítica artística en el diario L'Union donde fue presentado por el periodista Pierre-Sébastien Laurentie, natural como él de Houga . También escribe en revistas: Le Contemporain, le Croisé fundada en 1851 que en 1861 se convirtió en la Revue du monde catholique . Sus obras Artistic Travel in France, Art in Two Worlds, The English School se vuelven a publicar bajo demanda en Inglaterra y Estados Unidos para las escuelas que enseñan historia del arte.
El 5 de agosto de 1866 , se casó con Olga de Beuverand de la Loyère (1845-1918), de una antigua familia borgoñona. Olga es autora, bajo el seudónimo de Countess Olga.De este matrimonio nacieron cuatro hijos, entre ellos en 1869 Joseph de Pesquidoux, nacido en el castillo de Savigny-lès-Beaune (Côte-d'Or), residencia de sus antepasados maternos, que será escritor y miembro de la Academia Francesa.
La pareja volvió a Gers y se instaló en el Château de Pesquidoux. Mientras cuidaba sus propiedades, no abandonó la vida literaria y publicó numerosos libros sobre historia, política y religión. Muy bien introducido en los círculos realistas, conoció en Ámsterdam a Henri d'Artois, conocido como el Conde de Chambord, y se dio a conocer como un ferviente propagador de las ideas legitimistas. En varias ocasiones visitó al conde de Chambord, y en 1887 publicó Le Comte de Chambord d'après lui-soi . Sus obras religiosas, La Inmaculada Concepción, Historia de un Dogma y La Inmaculada Concepción, El Renacimiento Católico en 1898-1900, son notadas en el mundo católico.
A petición de Gaspard Mermillod, obispo de Lausana, apoyado por Pierre-Henri Gérault de Langalerie, arzobispo de Auch, y François Victor Rivet, obispo de Dijon, el papa Pío IX, por escrito papal de 23 de mayo de 1876, lo crea un conde romano hereditario.
Murió en el Château de Pesquidoux el 29 de enero de 1900.

## Condecoraciones
- Caballero de la Orden de Isabel la Católica, diciembre de 1874
- Comendador de la Orden del Príncipe Danilo I, Montenegro, marzo de 1882.
- Comendador de la Orden de San Gregorio Magno, Roma, agosto de 1882.
- Comendador de la Orden de Cristo - octubre de 1882.
- Caballero de la Orden del Salvador, Grecia, marzo de 1883.

## Obras
- Viaje artístico a Francia. Estudios sobre los museos de Angers, Nantes, Burdeos, Rouen, Dijon, Lyon, Montpellier, Toulouse, Lille, etc., París, hermanos Michel Lévy, 1857, 356 p. En línea en la página web del Instituto Nacional de Historia del Arte .
- La escuela inglesa, 1672-1851. Estudios biográficos y críticos. Thornhill. Hogarth. reynolds Wilson. Gainsborough. Lorenzo. Wilkie. Tornero. Alguacil , París, hermanos Michel Lévy, 1858, 259 p. En línea en Gallica .
- Flavien, estudio, París, C. Douniol, 1860, 165 p., novela autobiográfica[5]
- Cristo Rey Temporal, París, Victor Palmé, 1862, 46 p.
- La Comedia Filosófica, París, Victor Palmé, 1862, 39 p. (crítica del libre pensamiento)[5]
- Arte en ambos mundos. Pintura y escultura (1878) , París, Plon, 1881, 2 vols. En línea en Gallica .
- La República y el futuro, París, Victor Palmé, 1886, 210 p.
- El Conde de Chambord después de sí mismo. Estudio político e histórico, París, Victor Palmé, 1887, 567 p. Leer en línea .
- La reacción religiosa y el Jubileo Pontificio de León XIII, París, Sociedad General de Bibliotecas Católicas, 1888, 35 p.
- Vírgenes y arrepentidos, París, Victor Palmé, 1888, 121 p.[7]
- La Inmaculada Concepción, Historia de un Dogma, Tours, Mame, 1898, 2 vols.
- La Inmaculada Concepción y el Renacimiento Católico. Volumen I : El renacimiento católico en Francia ; volumen II : En países católicos fuera de Francia , Tours, Mame, 1898-1900, 2 tomos.
- Congreso Mariano en Lyon, 5-8 septembre 19008 de septiembre de 1900 , orígenes y preámbulos, Tours, Mame, 1900, 132 p.